# Clonostylis forbesii
Clonostylis forbesii är en törelväxtart som beskrevs av Spencer Le Marchant Moore. Clonostylis forbesii ingår i släktet Clonostylis och familjen törelväxter. Inga underarter finns listade i Catalogue of Life.